# Белорусский свободный театр
«Белорусский свободный театр» (англ. Belarus free theatre; бел. Беларускі свабодны тэатр) — белорусская театральная труппа, которая позиционируется как единственный подпольный театр в последней диктатуре Европы и представляет себя в качестве авангарда художественного сопротивления официальной эстетике и культуре, насаждаемым в Беларуси диктаторским режимом Лукашенко.
До 2011 года театр не имел юридического лица и объединял нескольких актёров, режиссёров и нескольких администраторов. В 2011 году, после получения основателями проекта политического убежища в Великобритании, театр зарегистрирован в Лондоне, хотя основной состав продолжает работать в Беларуси. В проекте участвует более 25 человек.
Бренд «Белорусский свободный театр» был запущен в марте 2005, во время второго президентского срока А. Лукашенко, журналистом, политконсультантом и консультантом по маркетингу некоммерческих организаций, новообращенным в драматургию, Николаем Халезиным, а также его женой Натальей Колядой.

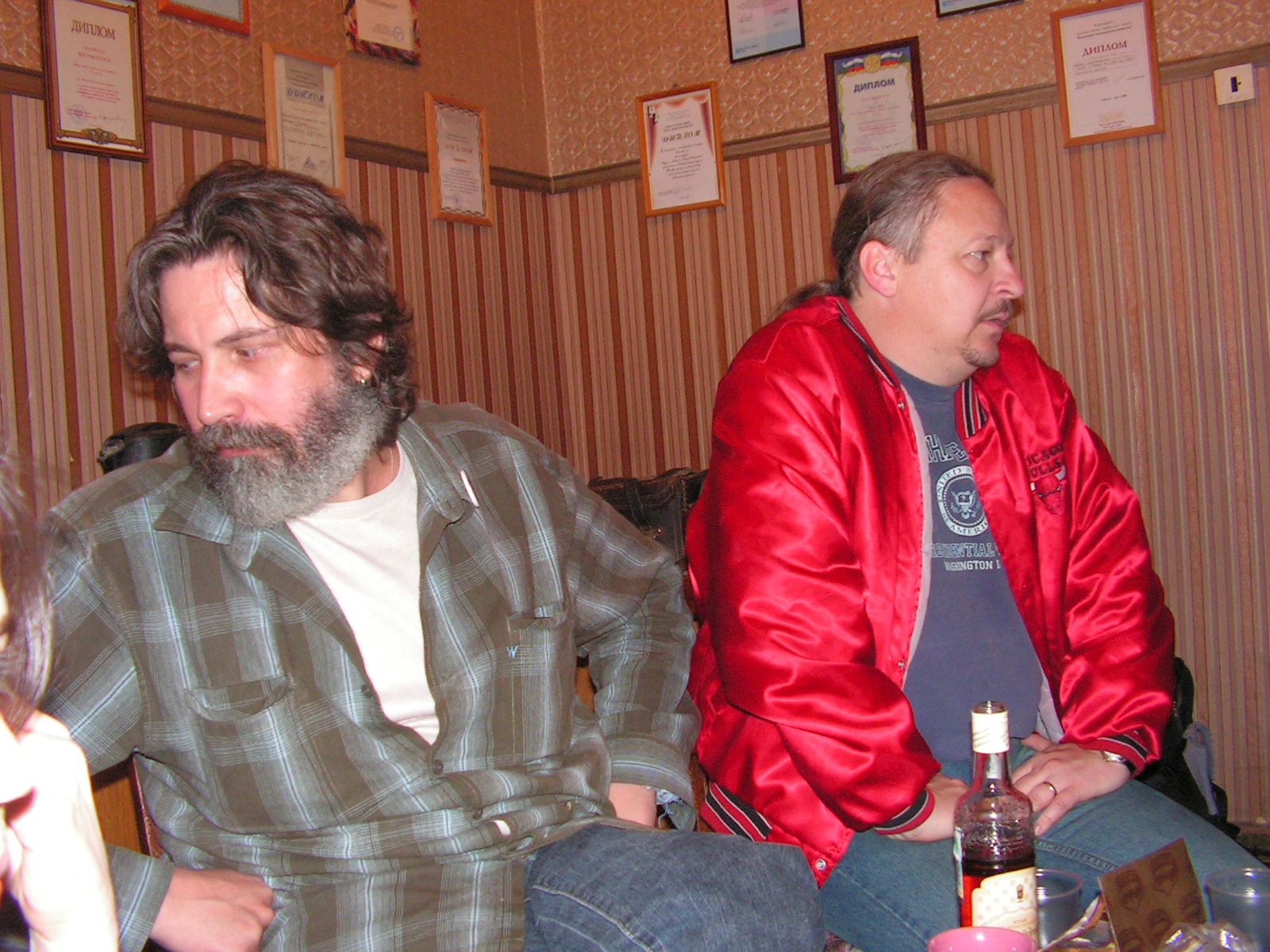
Драматург Вадим Леванов и основатель «Белорусского свободного театра» Николай Халезин в Тольятти на театральном фестивале Майские чтения в 2006 году

Проект стартовал как независимый конкурс современной драматургии в период, когда вследствие усиления государственного контроля над процессами в сфере культуры властями был закрыт основной независимый театр страны «Вольная сцена» (бел. Вольная сцэна), а отдельные режиссёры академических театров начали работать со своими актёрами на частных квартирах. В мае 2005 года к двум основателям конкурса «Белорусский свободный театр», которые заручились поддержкой таких мировых знаменитостей как Вацлав Гавел и Том Стоппард, присоединился молодой режиссёр Национального театра имени Янки Купалы Владимир Щербань вместе с собранным им коллективом актёров. Спектакли «Откровенные полароидные снимки» по пьесе Марка Равенхилла и «4.48 Психоз» по пьесе Сары Кейн, которые Владимиру Щербаню удалось поставить без финансирования на частных квартирах до своего вступления в «Белорусский свободный театр», создавались в перспективе найти под них «крышу» постфактум.
В рамках образовавшегося таким образом коллектива между 2005 и 2010 годами было выпущено около десяти спектаклей, почти все из которых были поставлены Владимиром Щербанем в сотрудничестве с актёрами. Работа труппы апеллирует к документальному, социальному и политическому театру, претендуя на воплощение радикальной, или фронтальной, формы искренности. Основываясь на своих собственных жизненных трагедиях, актёры «Белорусского свободного театра» часто сами пишут те тексты, которые они играют, с декларируемой целью изучения своих личных травм, и чтобы прикоснуться к душевным ранам зрителя, в силу чего показы труппы обычно несут терапевтическую нагрузку и ярко выраженный исповедальный характер.
Благодаря акцентированию идеи художественного сопротивления диктатуре, которая позволила оправдать применение техник социального и сетевого маркетинга, деятельность «Белорусского свободного театра» получила значительное освещение в международной прессе. В начале 2010 г. этот коллектив насчитывает пять профессиональных актёров, одного режиссёра, два директора и два техника. Он сосредотачивает наиболее значительную долю грантов, предоставляемых белорусским артистам правительствами западных стран.
В конце 2008 года благодаря финансовой поддержке посольства Великобритании в Республике Беларусь при «Свободном театре» открылся образовательный проект под названием «студия Fortinbras», предназначенный для молодых белорусов, не имеющих театрального опыта. Наталья Коляда и Николай Халезин сами преподают в нём маркетинг, менеджмент и драматургию. Декларируемой целью студии является «формирование универсального творца: человека, который будет уметь всё: писать, ставить, играть — и сможет предложить свой художественный продукт для воплощения в любой стране мира». При этом «Белорусский „Свободный театр“ заинтересован только в подготовке кадров для работы в собственном коллективе». В декабре 2009 года руководители коллектива объявили об очередном наборе в студию, заявив, что из тридцати студентов, набранных с начала существования проекта «Fortinbras», почти все были «отсеяны».
Первой страной, выразившей свою солидарность с «Белорусским свободным» театром, была Латвия. Первые зарубежные выступления труппы состоялись в ноябре 2005 года в Новом рижском театре по приглашению Алвиса Херманиса. Сегодня коллектив активно гастролирует в западных странах, является членом американского Play Development Centre и Европейской театральной Конвенции, лауреатом Премии Французской Республики по правам человека и «специального упоминания» 12-й Премии «Европа — театру».
Руководители труппы указывают в большинстве интервью, что «Белорусский свободный театр» 22 августа 2007 года был «арестован» вместе со зрителями. В действительности, по оценкам местной независимой прессы имело место административное задержание для установления личности. В частном доме были обнаружена группа из 50 человек, среди которых было пять иностранцев. «Собравшиеся не могли объяснить, что происходит, а по ощущению милиционеров, прибывших на вызов, собралась секта религиозной направленности», поэтому тем из присутствующих в квартире, у кого при себе не было документов, было предложено, проследовать в УВД Советского района для установления личности. Руководитель пресс-службы заявил, что установление личности задержанных было произведено в кратчайшие сроки, после чего «все были свободны». Государственные средства массовой информации никак не осветили происшествие, и уточнения относительно ситуации задержания были озвучены представителями МВД только в отдельных интервью для независимой белорусской прессы, тогда как версия о запланированном «аресте» и систематических репрессиях, сформулированная руководителями «Свободного театра», была воспроизведена в международной прессе.

## Награды и премии
- Люблю Беларусь[тарашк.] (2010)[26]